# Língua nupé
A língua nupé (Nufawa, Nupeci, Nupecidji, Nupenchi, Nupencizi) é falada principalmente pelos nupés da região do Cinturão Médio da Nigéria; sua distribuição geográfica está limitada à parte centro-oeste da região e mantém o predomínio no estado de Níger.
Nupé é um grupo étnico vibrante predominantemente na zona Norte-Central da Nigéria em estados como o Níger, Kwara, Kogi, Nasarawa, Benue e o Território da Capital Federal. Eles também representam uma minoria delas localizadas no estado Yauri, Kebbi, no extremo Norte Zona Oeste.
A língua cujos falantes são referidos como nupés e tapas por iorubás, nufauas por hauçás e cuja origem remonta à Idade Média, quando os egípcios invadiram o então sul da Núbia e bacia do Congo que levou à migração maciça de alguns de seus povos para estabelecerem-se ao longo das zonas costeiras do rio Níger e Kaduna.
A língua nupé é uma língua tonal, uma característica comum da maioria das línguas africanas que usam todos os tipos de discursos para uma comunicação eficaz e eficiente. Os discursos vêm em forma de egankogi (parábola), gangba (aviso), egancin (idioma), ecingi (crivo / contos), eganmagan (provérbio).
Nupé é uma língua falada pelos nupés que vivem principalmente no Estado do Níger, na Nigéria, ocupando uma planície de cerca de 18 mil km² na Bacia do rio Níger, principalmente ao norte do rio entre os confluentes de Contagora e Guara, de Cainji a abaixo de Baró. As evidências linguísticas sugerem que a língua nupé pertence ao ramo nupoide do grupo de línguas Benue-Congo. Outros idiomas do grupo são Ibira (Ebira), Bagi, Gade e Kakanda. Nupé está mais próximo de Bari e cacanda em estrutura e vocabulário. Existem pelo menos dois dialetos marcadamente diferentes: nupé central e nupé tacô.

## Provérbios
Ditos comuns vêm nas formas de egankogi (parábola), gangba (aviso), egancin (idioma), ecingi (enigma / contos) e eganmagan. (provérbio).
Eganmagan(provérbio, plural eganmaganzhi) são ditos sábios falados entre os nupés. São provérbios didáticos que educam, entretêm e ensinam moralidade. Eles fazem parte da cultura oral sobre normas e ética das sociedades nupés e são transmitidos de uma geração para outra através de canções, histórias, fábulas, contos populares, mitos, lendas, encantamentos, discussões comunitárias e adoração.
Semelhante a outros provérbios africanos, os provérbios nupés associam ou relacionam a ação das pessoas ao seu ambiente imediato, a fim de explicar ou corrigir situações, normas, questões ou problemas particulares. Eles também iluminam, advertem e aconselham, ou ensinam linguagem para mudar a percepção que se acredita ser realidade.

## Fonologia e escrita
| A a | B b | C c  | D d | Dz dz | E e | F f | G g | Gb gb | H h | I i | J j  | K k | Kp kp | L l |
| --- | --- | ---- | --- | ----- | --- | --- | --- | ----- | --- | --- | ---- | --- | ----- | --- |
| /a/ | /b/ | /t͡ʃ/ | /d/ | /d͡z/  | /e/ | /f/ | /g/ | /ɡ͡b/  | /h/ | /i/ | /d͡ʒ/ | /k/ | /k͡p/  | /l/ |

| M m | N n | O o | P p | R r | S s | Sh sh | T t | Ts ts | U u | V v | W w | Y y | Z z | Zh zh |
| --- | --- | --- | --- | --- | --- | ----- | --- | ----- | --- | --- | --- | --- | --- | ----- |
| /m/ | /n/ | /o/ | /p/ | /r/ | /s/ | /ʃ/   | /t/ | /t͡s/  | /u/ | /v/ | /w/ | /j/ | /z/ | /ʒ/   |

| An an | In in | Un un |
| ----- | ----- | ----- |
| /ã/   | /ĩ/   | /ũ/   |

| Alto        | (´) acento agudo                    |
| Baixo       | (`) acento grave                    |
| Médio       | sem marcação                        |
| Decrescente | (ˆ) acento circunflexo ou (ˇ) caron |
| Rising tone | (ˇ) caron ou (ˆ) circumflexo        |